# شهر القول
چهاردهمین ماه از ماه‌های سال ۳۶۱ روزه آیین بیانی است که توسط سید علی محمد باب در کتاب چهارشآن به آن اشاره شده است.
- الأسماء کلشیئ - چهار شآن

همچنین
چهاردهمین ماه از ماه‌های ۱۹گانه در گاه‌شماری بهائی است که مثل همه ماه‌های این گاه‌شماری دارای ۱۹ روز می‌باشد.

## اعیاد
عید جمع مصادف با دوازدهمین روز ماه قول سال ۲۱ تقویم بدیع بیانی